# 福嶋頼秀
福嶋 頼秀（ふくしま よりひで）は、日本の作曲家、編曲家。群馬県前橋市出身。オーケストラ、現代邦楽作品を多く手がけている。鈴木輝昭に師事。
慶應義塾大学法学部を卒業した後、新星日本交響楽団や東京フィルハーモニー交響楽団の編曲を手がけ音楽活動をスタート。その後、多数のオーケストラの演奏会に携わる。また、日本音楽集団の作曲家として、和楽器のための作品も多数作曲。
劇伴音楽では、土曜ワイド劇場、月曜ドラマスペシャルの音楽の他、夏祭り・年忘れにっぽんの歌シリーズの指揮・編曲なども。構成・編曲（一部、作詞・作曲）を担当する「こどもオペラ」シリーズは、全国で毎年30回以上開催されている。

## 洋楽作品
作曲作品は、室内楽からオーケストラ、ミュージカルなど、様々な分野におよぶ。
『幻想曲・鐘は響き、風は薫る』『八木節ラプソディー』『2つのアラベスク』『ブリティッシュバンドのためのパシフィック・ページェント』『ささら獅子舞・組曲』『オーケストラのための祈りと律動』『ミュージカル・愛と革命と裏切りと』『はじめてのえんそうかい』『源氏物語に寄せる3章』『吹奏楽のためのパシフィック・アドヴェンチャー』『組曲・コントラバスラプソディー』『COP10のためのシンフォニックポエム』『神話歌劇・ヤマタノオロチ』『みんながほらね』『ボレロ・パラフレーズ』『3匹のこぶた・序曲ほか』『箏とオーケストラのための協奏曲・道、春の海より』ほか。
編曲作品は、フルオーケストラなどを中心に1000曲以上におよぶ。
札幌響・山形響・仙台フィル・群馬響・新星日響・東京フィル・東京シティフィル・東京都響・日本フィル・新日本フィル・神奈川フィル・OE金沢・名古屋フィル・京都市響・京都フィル・関西フィル・大阪フィル・神戸室内合奏団・広島響・九州響、など全国のオーケストラから依頼を受ける。

## 邦楽作品
- 大編成作品
  - 『江戸のにぎわい、鳶の調べ』『ささら獅子舞ばやし』『笛協奏曲・富嶽三章』『源氏三綴』『八声のコンチェルティーノ』『空』『郷』『子どものための組曲』『三味線トリオコンチェルト・9つの色は友と未来をかけろ！』『奇』ほか。
- 三曲合奏作品
  - 『4つのプロフィール』『三重の珠によせる即興曲』『別離の曲』『さくら舞う』『恋物語』『箏と尺八のための協奏曲・かなえ』『ゆき』ほか。
- 室内楽作品
  - 『五声のコンチェルティーノ』『2つの即興的幻想』『軽みの曲』『モダン・インベンション』『中仙道物語』『七三ラプソディー』『〝月夜〟に寄せる幻想曲』『天球の…』『坊っちゃん・考』『朔太郎の詩に寄せる4章』『希響』『3・ZAN・伝』ほか。
- アジアの民族楽器と邦楽器のコラボ作品
  - 『筍物語』『さくら変様』『沖縄より』『赤い砂漠と青の都』『夏の調べ、北杜から』
- 和楽器と教育楽器の合奏作品
  - 『組曲・夏休みの想い出』『ジャパネスク・ページェント』『オキナワン・ラプソディー』『ふるさと物語』『海のメロディー』『２つの日本のメロディー』『典礼合奏曲ー越天楽の主題によるー』ほか。
- 語りや歌が入る作品
  - 『いたちの子守歌』『沙漠に消えた王（共作）』『呑気布袋（共作）』『残像』『夢もよい…』『酒呑童子』『たかこ』『遊山組曲ー飛ぶ鳥は山を越えー』『パンダ銭湯』『おばけのケーキ屋さん』『寧楽の秋』ほか。

## メディア・企画構成・ホール
テレビ・メディアでも作曲・編曲・指揮などを多数担当する。土曜ワイド劇場、月曜ドラマスペシャル、夏祭りにっぽんの歌、年忘れにっぽんの歌、ニュースステーション（ジングル）、ムジカピッコリーノ、ほか。
クラシック・和楽器・キッズ・ファミリーと様々な分野でのコンサートの企画構成も多数。「こどもオペラ」「朗読劇×オーケストラ」「カウントダウンコンサート」などの構成、オーケストラや和楽器講座の講師やナビゲーター、雑誌・新聞記事の執筆、審査員なども。
船橋市民文化ホール・創造館の芸術アドバイザー（2004年 - ）。このほか、みなとみらいホール、文京シビックホール、紀尾井ホール、コスモホール、第一生命ホール、といった各地のホールが主催するコンサート、自治体主催のイベントなどにも多数携わる。